# 인구추계
인구추계(population projections)란 최근의 인구변동 추이로 추측하는 인구규모와 구조에 대한 전망치이다. 일반적으로 미래추계 (projection)를 말하지만, 과거추계(estimates)도 포함된다. 인구추계는 국가의 연금제도 등 경제,사회 정책 계획 수립 및 기업의 시장 수요 예측 등에 활용된다.

## 같이 보기
- 인구 조사
- 인구 증가
- 세계 인구 예측들